# Governatore del Nuovo Messico
Il Governatore del Nuovo Messico (in inglese: Governor of New Mexico, in spagnolo: Gobernador de Nuevo México) è il capo del governo e delle forze armate dello stato statunitense del Nuovo Messico. La carica venne creata nel 1912 con l'entrata dello Stato nell'Unione.
L'attuale governatore è la democratica Michelle Lujan Grisham.

## Lista dei governatori
Partiti politici: 

  Democratico (20)
  Repubblicano (12)
| #  | Foto             | Governatore o governatrice          | Mandato           | Mandato           | Termini | Termini  | Vicegovernatore   | Vicegovernatore         |
| #  | Foto             | Governatore o governatrice          | Inizio            | Termine           | N.      | Elezione | Vicegovernatore   | Vicegovernatore         |
| -- | ---------------- | ----------------------------------- | ----------------- | ----------------- | ------- | -------- | ----------------- | ----------------------- |
| 1  |                  | William C. McDonald (1858-1918)     | 14 gennaio 1912   | 1º gennaio 1917   | 1       | 1911     |                   | Ezequiel Cabeza De Baca |
| 1  | 2                | William C. McDonald (1858-1918)     | 14 gennaio 1912   | 1º gennaio 1917   | 19??    |          |                   | Ezequiel Cabeza De Baca |
| 1  | 3                | William C. McDonald (1858-1918)     | 14 gennaio 1912   | 1º gennaio 1917   | 19??    |          |                   | Ezequiel Cabeza De Baca |
| 2  |                  | Ezequiel Cabeza De Baca (1864-1917) | 1º gennaio 1917   | 18 febbraio 1917  | 1/2     | 1916     |                   | Washington Lindsey      |
| 3  |                  | Washington Lindsey (1862-1926)      | 18 febbraio 1917  | 1º gennaio 1919   | 1/2     | 1916     | Vacante           | Vacante                 |
| 4  |                  | Octaviano Larrazolo (1859-1930)     | 1º gennaio 1919   | 1º gennaio 1921   | 1       | 1918     |                   | Benjamin F. Pankey      |
| 5  |                  | Merritt C. Mechem (1870-1946)       | 1º gennaio 1921   | 1º gennaio 1923   | 1       | 1920     |                   | William H. Duckworth    |
| 6  |                  | James F. Hinkle (1864-1951)         | 1º gennaio 1923   | 1º gennaio 1925   | 1       | 1922     |                   | José A. Baca            |
| 6  | Vacante          | James F. Hinkle (1864-1951)         | 1º gennaio 1923   | 1º gennaio 1925   | 1       | 1922     |                   |                         |
| 7  |                  | Arthur T. Hannett (1884-1966)       | 1º gennaio 1925   | 1º gennaio 1927   | 1       | 1924     |                   | Edward G. Sargent       |
| 8  |                  | Richard C. Dillon (1877-1966)       | 1º gennaio 1927   | 1º gennaio 1931   | 1       | 1926     |                   | Edward G. Sargent       |
| 8  | Hugh B. Woodward | Richard C. Dillon (1877-1966)       | 1º gennaio 1927   | 1º gennaio 1931   | 1       | 1926     |                   |                         |
| 8  | Vacante          | Richard C. Dillon (1877-1966)       | 1º gennaio 1927   | 1º gennaio 1931   | 1       | 1926     |                   |                         |
| 9  |                  | Arthur Seligman (1873-1933)         | 1º gennaio 1931   | 25 settembre 1933 | 1/2     | 1930     |                   | Andrew W. Hockenhull    |
| 10 |                  | Andrew W. Hockenhull (1877-1974)    | 25 settembre 1933 | 1º gennaio 1935   | 1/2     | 1930     | Vacante           | Vacante                 |
| 11 |                  | Clyde Tingley (1882-1960)           | 1º gennaio 1935   | 1º gennaio 1939   | 1       | 1934     |                   | Louis Cabeza de Baca    |
| 11 | 2                | Clyde Tingley (1882-1960)           | 1º gennaio 1935   | 1º gennaio 1939   | 1936    |          | Hiram M. Dow      |                         |
| 12 |                  | John E. Miles (1884-1971)           | 1º gennaio 1939   | 1º gennaio 1943   | 1       | 1938     |                   | James Murray, Sr.       |
| 12 | 2                | John E. Miles (1884-1971)           | 1º gennaio 1939   | 1º gennaio 1943   | 1940    |          | Ceferino Quintana |                         |
| 13 |                  | John J. Dempsey (1879-1958)         | 1º gennaio 1943   | 1º gennaio 1947   | 1       | 1942     |                   | James B. Jones          |
| 13 | 2                | John J. Dempsey (1879-1958)         | 1º gennaio 1943   | 1º gennaio 1947   | 1944    |          |                   | James B. Jones          |
| 14 |                  | Thomas J. Mabry (1884-1962)         | 1º gennaio 1947   | 1º gennaio 1951   | 1       | 1946     |                   | Joseph Montoya          |
| 14 | 2                | Thomas J. Mabry (1884-1962)         | 1º gennaio 1947   | 1º gennaio 1951   | 1948    |          |                   | Joseph Montoya          |
| 15 |                  | Edwin L. Mechem (1912-2002)         | 1º gennaio 1951   | 1º gennaio 1955   | 1       | 1950     |                   | Tibo J. Chávez          |
| 15 | 2                | Edwin L. Mechem (1912-2002)         | 1º gennaio 1951   | 1º gennaio 1955   | 1952    |          |                   | Tibo J. Chávez          |
| 16 |                  | John F. Simms (1916-1975)           | 1º gennaio 1955   | 1º gennaio 1957   | 1       | 1954     |                   | Joseph Montoya          |
| 17 |                  | Edwin L. Mechem (1912-2002)         | 1º gennaio 1957   | 1º gennaio 1959   | 1       | 1956     |                   | Joseph Montoya          |
| 17 | Vacante          | Edwin L. Mechem (1912-2002)         | 1º gennaio 1957   | 1º gennaio 1959   | 1       | 1956     |                   |                         |
| 18 |                  | John Burroughs (1907-1978)          | 1º gennaio 1959   | 1º gennaio 1961   | 1       | 1958     |                   | Ed V. Mead              |
| 19 |                  | Edwin L. Mechem (1912-2002)         | 1º gennaio 1961   | 30 novembre 1962  | 1       | 1960     |                   | Tom Bolack              |
| 20 |                  | Tom Bolack (1918-1998)              | 30 novembre 1962  | 1º gennaio 1963   | 1/2     | 1960     | Vacante           | Vacante                 |
| 21 |                  | Jack M. Campbell (1916-1999)        | 1º gennaio 1963   | 1º gennaio 1967   | 1       | 1962     |                   | Mack Easley             |
| 21 | 2                | Jack M. Campbell (1916-1999)        | 1º gennaio 1963   | 1º gennaio 1967   | 1964    |          |                   | Mack Easley             |
| 22 |                  | David Cargo (1929-2013)             | 1º gennaio 1967   | 1º gennaio 1971   | 1       | 1966     |                   | Lee Francis             |
| 22 | 2                | David Cargo (1929-2013)             | 1º gennaio 1967   | 1º gennaio 1971   | 1968    |          |                   | Lee Francis             |
| 23 |                  | Bruce King (1924-2009)              | 1º gennaio 1971   | 1º gennaio 1975   | 1       | 1970     |                   | Roberto Mondragón       |
| 24 |                  | Jerry Apodaca (1934-)               | 1º gennaio 1975   | 1º gennaio 1979   | 1       | 1974     |                   | Robert E. Ferguson      |
| 25 |                  | Bruce King (1924-2009)              | 1º gennaio 1979   | 1º gennaio 1983   | 1       | 1978     |                   | Roberto Mondragón       |
| 26 |                  | Toney Anaya (1941-)                 | 1º gennaio 1983   | 1º gennaio 1987   | 1       | 1978     |                   | Robert E. Ferguson      |
| 27 |                  | Garrey Carruthers (1939-)           | 1º gennaio 1987   | 1º gennaio 1991   | 1       | 1986     |                   | Jack L. Stahl           |
| 28 |                  | Bruce King (1924-2009)              | 1º gennaio 1991   | 1º gennaio 1995   | 1       | 1990     |                   | Casey Luna              |
| 29 |                  | Gary Johnson (1953-)                | 1º gennaio 1995   | 1º gennaio 2003   | 1       | 1994     |                   | Walter Dwight Bradley   |
| 29 | 2                | Gary Johnson (1953-)                | 1º gennaio 1995   | 1º gennaio 2003   | 1998    |          |                   | Walter Dwight Bradley   |
| 30 |                  | Bill Richardson (1947-2023)         | 1º gennaio 2003   | 1º gennaio 2011   | 1       | 2002     |                   | Diane Denish            |
| 30 | 2                | Bill Richardson (1947-2023)         | 1º gennaio 2003   | 1º gennaio 2011   | 2006    |          |                   | Diane Denish            |
| 31 |                  | Susana Martinez (1959-)             | 1º gennaio 2011   | 1º gennaio 2019   | 1       | 2010     |                   | John Sanchez            |
| 31 | 2                | Susana Martinez (1959-)             | 1º gennaio 2011   | 1º gennaio 2019   | 2014    |          |                   | John Sanchez            |
| 32 |                  | Michelle Lujan Grisham (1959-)      | 1º gennaio 2019   | in carica         | 1       | 2018     |                   | Howie Morales           |
| 32 | 2                | Michelle Lujan Grisham (1959-)      | 1º gennaio 2019   | in carica         | 2022    |          |                   | Howie Morales           |